# Aedes purpuriventris
Aedes purpuriventris är en tvåvingeart som beskrevs av Edwards 1926. Aedes purpuriventris ingår i släktet Aedes och familjen stickmyggor. Inga underarter finns listade i Catalogue of Life.